# Rostelecom Cup 2020
Rostelecom Cup 2020 (Кубок Ростелекома 2020) — третий этап Гран-при ИСУ по фигурному катанию сезона 2020—2021. Он прошёл во Дворце спорта «Мегаспорт» в Москве, с 20 по 22 ноября 2020 года. Медали были вручены в мужском одиночном разряде, женском одиночном катании, парном катании и танцах на льду.
Из-за продолжающейся пандемии COVID-19 в этапах Гран-при было внесено большое количество изменений. В соревнованиях участвовали фигуристы из своей страны и спортсмены, тренирующиеся в принимающей стране, а также фигуристы, назначенные на это соревнование по географическим принципам.

## Расписание турнира
| 20 ноября | 20 ноября                          |
| --------- | ---------------------------------- |
| 13:00     | Мужчины. Короткая программа.       |
| 15:30     | Танцы на льду. Ритм-танец.         |
| 18:00     | Пары. Короткая программа.          |
| 19:25     | Женщины. Короткая программа.       |
| 21 ноября |                                    |
| 13:30     | Мужчины. Произвольная программа.   |
| 15:40     | Танцы на льду. Произвольный танец. |
| 17:30     | Пары. Произвольная программа.      |
| 19:10     | Женщины. Произвольная программа.   |
| 22 ноября |                                    |
| 14:00     | Церемония награждения.             |
| 15:00     | Показательные выступления.         |

## Участники турнира
1 октября 2020 года ИСУ предоставил список участников турнира:
| Страна      | Мужчины | Женщины | Пары | Танцы на льду |
| ----------- | --- | --- | --- | --- |
| Азербайджан | Владимир Литвинцев | Екатерина Рябова                                                                                                  | | |
| Армения     | | Анастасия Галустян                                                                                                | | |
| Беларусь    | Александр Лебедев | Виктория Сафонова                                                                                                 | | Виктория Семенюк / Илья Юхимук |
| Венгрия     | | | Юлия Щетинина / Марк Мадьяр | Анна Яновская / Адам Лукач |
| Грузия      | Морис Квителашвили | Алина Урушадзе | | |
| Литва       | | | | Эллисон Рид / Саулюс Амбрулявичюс |
| Россия      | Дмитрий Алиев Пётр Гуменник Макар Игнатов Михаил Коляда Артём Ковалёв Андрей Мозалёв Роман Савосин Евгений Семененко Илья Яблоков | Анастасия Гулякова Алёна Косторная Елизавета Нугуманова София Самодурова Александра Трусова Елизавета Туктамышева | Ксения Ахантьева / Валерий Колесов Юлия Артемьева / Михаил Назарычев Александра Бойкова / Дмитрий Козловский Ясмина Кадырова / Иван Бальченко Анастасия Мишина / Александр Галлямов Аполлинария Панфилова / Дмитрий Рылов | Елизавета Худайбердиева / Егор Базин Аннабель Морозов / Андрей Багин Екатерина Миронова / Евгений Устенко Анастасия Скопцова / Кирилл Алёшин Виктория Синицина / Никита Кацалапов Тиффани Загорский / Джонатан Геррейро |
| Украина     | | | | Александра Назарова / Максим Никитин |
| Эстония     | | Эва-Лотта Кийбус                                                                                                  | | |
|             | 12 | 11 | 7 | 10 |

### Изменения в составе участников
- 9 октября: Добавлены: Александр Лебедев (Белоруссия)[7], Анастасия Галустян (Армения)[8], Юлия Артемьева / Михаил Назарычев[9]; Замена: Анна Верникова / Евгений Краснопольский (Израиль) на Ксения Ахантева / Валерий Колесов (Россия)[9].
- 16 октября: Замена: Ираклий Майсурадзе (Грузия) на Артём Ковалёв (Россия)[10].
- 16 октября: Замена: Мария Казакова / Георгий Ревия (Грузия) на Эллисон Рид / Саулюс Амбрулявичюс (Литва)[11].
- 28 октября: Добавлена: Эва-Лотта Кийбус (Эстония)[8].
- 4 ноября: Замена: Ксения Конкина / Павел Дрозд (Россия) на Анна Яновская / Адам Лукач (Венгрия)[12].
- 12 ноября: Замена: Артур Даниелян (Россия) на Евгений Семененко (Россия)[10].
- 13 ноября: Замена: Дарья Павлюченко / Денис Ходыкин (Россия) на Ясмина Кадырова / Иван Бальченко (Россия)[9].
- 16 ноября: Замены: Евгения Медведева (Россия) на Елизавета Нугуманова (Россия)[13], Александра Степанова / Иван Букин (Россия) на Виктория Семенюк / Илья Юхимук (Белоруссия)[11], Софья Шевченко / Игорь Ерёменко на Екатерина Миронова / Евгений Устенко[11].
- 17 ноября: Замена: Александр Самарин на Илья Яблоков[14].
- 18 ноября: Алина Пепелева / Роман Плешков пропустят турнир[15].
- 20 ноября: Анна Щербакова пропустит V этап гран-при из-за здоровья[16].

## Результаты

### Мужчины
| Место | Фигурист           | Страна      | Сумма баллов | SP    | SP    | FS    | FS     |
| Место | Фигурист           | Страна      | Сумма баллов | Место | Баллы | Место | Баллы  |
| ----- | ------------------ | ----------- | ------------ | ----- | ----- | ----- | ------ |
| 1     | Михаил Коляда      | Россия      | 281,89       | 3     | 93,34 | 1     | 188,55 |
| 2     | Морис Квителашвили | Грузия      | 275,80       | 1     | 99,56 | 4     | 176,24 |
| 3     | Пётр Гуменник      | Россия      | 268,47       | 2     | 96,26 | 6     | 172,21 |
| 4     | Андрей Мозалёв     | Россия      | 266,69       | 6     | 86,01 | 2     | 180,68 |
| 5     | Дмитрий Алиев      | Россия      | 265,11       | 5     | 89,62 | 5     | 175,49 |
| 6     | Евгений Семененко  | Россия      | 260,78       | 7     | 83,42 | 3     | 177,36 |
| 7     | Макар Игнатов      | Россия      | 260,78       | 4     | 91,82 | 7     | 168,96 |
| 8     | Роман Савосин      | Россия      | 250,07       | 8     | 82,42 | 8     | 167,72 |
| 9     | Илья Яблоков       | Россия      | 242,52       | 10    | 79,15 | 9     | 163,37 |
| 10    | Владимир Литвинцев | Азербайджан | 239,79       | 9     | 81,55 | 10    | 158,24 |
| 11    | Артём Ковалёв      | Россия      | 212,50       | 11    | 77,67 | 11    | 134,83 |
| 12    | Александр Лебедев  | Беларусь    | 182,30       | 12    | 62,88 | 12    | 119,42 |

### Женщины
| Место | Фигурист              | Страна      | Сумма баллов | SP    | SP    | FS    | FS     |
| Место | Фигурист              | Страна      | Сумма баллов | Место | Баллы | Место | Баллы  |
| ----- | --------------------- | ----------- | ------------ | ----- | ----- | ----- | ------ |
| 1     | Елизавета Туктамышева | Россия      | 223,39       | 2     | 74,70 | 1     | 148,69 |
| 2     | Алёна Косторная       | Россия      | 220,78       | 1     | 78,84 | 2     | 141,94 |
| 3     | Анастасия Гулякова    | Россия      | 199,03       | 4     | 70,07 | 3     | 128,96 |
| 4     | Александра Трусова    | Россия      | 198,93       | 3     | 70,81 | 4     | 128,12 |
| 5     | Елизавета Нугуманова  | Россия      | 191,52       | 5     | 68,47 | 6     | 123,05 |
| 6     | Эва-Лотта Кийбус      | Эстония     | 186,00       | 9     | 57,88 | 5     | 128,12 |
| 7     | Софья Самодурова      | Россия      | 184,81       | 6     | 68,01 | 8     | 116,80 |
| 8     | Виктория Сафонова     | Беларусь    | 184,57       | 7     | 64,25 | 7     | 120,32 |
| 9     | Екатерина Рябова      | Азербайджан | 167,85       | 8     | 58,58 | 9     | 109,27 |
| 10    | Алина Урушадзе        | Грузия      | 150,68       | 10    | 55,86 | 10    | 94,82  |
| WD    | Анастасия Галустян    | Армения     | N/A          | 11    | 52,06 | N/A   | N/A    |
| WD    | Анна Щербакова        | Россия      | N/A          | N/A   | N/A   | N/A   | N/A    |

### Спортивные пары
| Место | Фигурист                                | Страна  | Сумма баллов | SP    | SP    | FS    | FS     |
| Место | Фигурист                                | Страна  | Сумма баллов | Место | Баллы | Место | Баллы  |
| ----- | --------------------------------------- | ------- | ------------ | ----- | ----- | ----- | ------ |
| 1     | Александра Бойкова / Дмитрий Козловский | Россия  | 232,56       | 2     | 78,29 | 1     | 154,27 |
| 2     | Анастасия Мишина / Александр Галлямов   | Россия  | 225,80       | 1     | 79,34 | 2     | 146,46 |
| 3     | Аполлинария Панфилова / Дмитрий Рылов   | Россия  | 210,07       | 3     | 73,84 | 3     | 136,23 |
| 4     | Ясмина Кадырова / Иван Бальченко        | Россия  | 204,67       | 4     | 70,62 | 4     | 134,05 |
| 5     | Юлия Артемьева / Михаил Назарычев       | Россия  | 200,77       | 5     | 70,11 | 5     | 130,66 |
| 6     | Ксения Ахантьева / Валерий Колесов      | Россия  | 176,63       | 6     | 67,50 | 6     | 109,13 |
| 7     | Юлия Щетинина / Марк Мадьяр             | Венгрия | 163,77       | 7     | 58,60 | 7     | 105,17 |

### Танцы на льду
| Место | Фигурист                             | Страна   | Сумма баллов | SP    | SP    | FS    | FS     |
| Место | Фигурист                             | Страна   | Сумма баллов | Место | Баллы | Место | Баллы  |
| ----- | ------------------------------------ | -------- | ------------ | ----- | ----- | ----- | ------ |
| 1     | Виктория Синицина / Никита Кацалапов | Россия   | 217,51       | 1     | 91,13 | 1     | 126,38 |
| 2     | Тиффани Загорски / Джонатан Гурейро  | Россия   | 206,91       | 2     | 84,46 | 2     | 122,45 |
| 3     | Анастасия Скопцова / Кирилл Алёшин   | Россия   | 199,25       | 3     | 79,75 | 3     | 119,50 |
| 4     | Елизавета Худайбердиева / Егор Базин | Россия   | 193,18       | 5     | 76,10 | 4     | 117,08 |
| 5     | Аннабель Морозов / Андрей Багин      | Россия   | 191,00       | 4     | 76,21 | 5     | 114,08 |
| 6     | Александра Назарова / Максим Никитин | Украина  | 188,25       | 6     | 74,86 | 6     | 113,39 |
| 7     | Эллисон Рид / Саулюс Амбрулявичюс    | Литва    | 182,56       | 7     | 72,43 | 7     | 110,13 |
| 8     | Анна Яновская / Адам Лукач           | Венгрия  | 163,65       | 8     | 61,34 | 8     | 102,31 |
| 9     | Екатерина Миронова / Евгений Устенко | Россия   | 152,14       | 9     | 56,47 | 9     | 95,67  |
| 10    | Виктория Семенюк / Илья Юхимук       | Беларусь | 146,38       | 10    | 56,22 | 10    | 90,16  |

## Скандалы вокруг COVID-19
Несмотря на принятие некоторых мер предосторожности, организаторы Rostelecom Cup подверглись публичной критике за допуск большого количества зрителей на соревнования и за недостаточно жёсткое соблюдение предписанных протоколов социального дистанцирования и ношения масок. Российскими и зарубежными СМИ были отмечены неоднократные примеры ненадлежащего ношения масок на Rostelecom Cup 2020. В частности, среди нарушителей правил ISU были тренеры Александр Волков, Алексей Мишин, Дмитрий Михайлов и Евгений Плющенко.
Ещё одной мишенью критики стало решение организаторов провести традиционный банкет по окончании соревнований, где многие гости не носили маски и не соблюдали социальную дистанцию, а также был организован общий подход к «шведскому столу».
Эстонская фигуристка Эва-Лотта Кийбус впоследствии сообщила, что заразилась COVID-19 во время турнира, и заболевание вывело её из строя на несколько недель. Несколько российских фигуристов, которые выступали на соревновании, также подхватили вирус. В их числе Дмитрий Алиев, Алёна Косторная, Елизавета Туктамышева, Виктория Синицина и Никита Кацалапов. Трёхкратная олимпийская чемпионка и депутат Госдумы Ирина Роднина выступила с критикой порядка проведения турнира, призвав к применению жёстких мер воздействия к нарушителям режима ограничений и предписаний, связанных с COVID-19.

## Примечание
1. ↑  Grand Prix figure skating series downsized to localized events | CBC Sports. CBC. Архивировано 17 октября 2020. Дата обращения: 16 ноября 2020.
2. ↑  ISU Grand Prix of Figure Skating 2020/21 assignments announced - International Skating Union. www.isu.org. Дата обращения: 16 ноября 2020. Архивировано 1 ноября 2020 года.
3. ↑  ISU GP Rostelecom Cup 2020 Men. www.isuresults.com. Дата обращения: 16 ноября 2020. Архивировано 17 ноября 2020 года.
4. ↑  ISU GP Rostelecom Cup 2020 Ladies. www.isuresults.com. Дата обращения: 16 ноября 2020. Архивировано 16 ноября 2020 года.
5. ↑  ISU GP Rostelecom Cup 2020 Pairs. www.isuresults.com. Дата обращения: 16 ноября 2020. Архивировано 17 ноября 2020 года.
6. ↑  ISU GP Rostelecom Cup 2020 Ice Dance. www.isuresults.com. Дата обращения: 16 ноября 2020. Архивировано 16 ноября 2020 года.
7. ↑  SU Grand Prix of Figure Skating 2020/21 Men. Дата обращения: 16 ноября 2020. Архивировано 18 ноября 2020 года.
8. 1 2  ISU Grand Prix of Figure Skating 2020/21 Ladies. Дата обращения: 16 ноября 2020. Архивировано 17 ноября 2020 года.
9. 1 2 3  ISU Grand Prix of Figure Skating 2020/21 Pairs. Дата обращения: 16 ноября 2020. Архивировано 13 ноября 2020 года.
10. 1 2  ISU Grand Prix of Figure Skating 2020/21 Men. Дата обращения: 16 ноября 2020. Архивировано 18 ноября 2020 года.
11. 1 2 3  ISU Grand Prix of Figure Skating 2020/21 Ice Dance. Дата обращения: 16 ноября 2020. Архивировано 17 ноября 2020 года.
12. ↑  Ольга ЕРМОЛИНА. Казань принимает четвёртый этап Кубка России – Ростелеком. www.fsrussia.ru. Дата обращения: 16 ноября 2020. Архивировано 13 ноября 2020 года.
13. ↑  Евгения Медведева не выступит на пятом этапе серии Гран-при «Кубок Ростелеком» в Москве. Olympteka.ru: олимпийская энциклопедия, новости спорта, статистика. Дата обращения: 16 ноября 2020. Архивировано 16 ноября 2020 года.
14. ↑  Александр Самарин пропустит Гран-при в Москве из-за травмы спины. Спорт РИА Новости (17 ноября 2020). Дата обращения: 18 ноября 2020. Архивировано 17 ноября 2020 года.
15. ↑  Фигуристы Алина Пепелева и Роман Плешков не выступят на этапе Гран-при в Москве. Olympteka.ru: олимпийская энциклопедия, новости спорта, статистика (18 ноября 2020). Дата обращения: 18 ноября 2020. Архивировано 21 ноября 2020 года.
16. ↑  Анна Щербакова не выступит на московском этапе Гран-при по фигурному катанию из-за болезни. Olympteka.ru: олимпийская энциклопедия, новости спорта, статистика. Дата обращения: 20 ноября 2020. Архивировано 21 ноября 2020 года.
17. ↑  ISU GP Rostelecom Cup 2020 - Men. fsrussia.ru. Дата обращения: 21 ноября 2020. Архивировано 21 ноября 2020 года.
18. ↑  ISU GP Rostelecom Cup 2020 - Ladies. fsrussia.ru. Дата обращения: 22 ноября 2020. Архивировано 22 ноября 2020 года.
19. ↑  ISU GP Rostelecom Cup 2020 - Pairs. fsrussia.ru. Дата обращения: 21 ноября 2020. Архивировано 21 ноября 2020 года.
20. ↑  ISU GP Rostelecom Cup 2020 - Ice Dance. fsrussia.ru. Дата обращения: 21 ноября 2020. Архивировано 21 ноября 2020 года.
21. ↑  НА ГРАН-ПРИ РОССИИ НАРУШИЛИ ПРАВИЛА ISU ПО КОРОНАВИРУСУ. Eurosport. 25 ноября 2020. Архивировано 12 мая 2021. Дата обращения: 25 апреля 2021.
22. 1 2  Роднина о банкете фигуристов после Гран-при: в Европе за это штрафуют. РИА Новости. 4 декабря 2020. Архивировано 19 февраля 2021. Дата обращения: 25 апреля 2021.
23. ↑  Pahv, Peep (30 января 2021). Eva-Lotta Kiibus: koroonaviirus tekitas kurnatust, taastumine võttis aega ja võistlema tulek oli paras eneseületus (неопр.). Delfi. Архивировано 30 января 2021. Дата обращения: 25 апреля 2021.{{cite news}}:  Википедия:Обслуживание CS1 (неизвестный язык) (ссылка)
24. ↑  Goh, ZK (3 декабря 2020). Tuktamysheva, Aliev test positive for Covid-19; out of Cup of Russia finale. Olympic Channel. Архивировано 27 февраля 2021. Дата обращения: 25 апреля 2021.
25. ↑  Никита Кацалапов объяснил, почему его дуэт с Синициной снялся с чемпионата России. Звезда (22 декабря 2020). Дата обращения: 25 апреля 2021. Архивировано 22 декабря 2020 года.